# Pecó
A pecó a magyar népi építészetben és a hagyományos belterjes állattartásban a karámhoz hasonló rendeltetésű, de csak egy-két tucatnyi juh egyben tartására alkalmas, egyszerű falazatból és tetőzetből álló építmény.
A Barkóság és a Jászság kisparaszti portáin álló alkalmatosság a gazda állatainak egész éves elhelyezésére szolgál. Falazata kukoricakóróból vagy vesszőfonatból készül, amelyet néhol sárral is megtapasztanak. Helyenként oldala egyszerű rudazat vagy az álláshoz hasonló ágasfás-oszlopos szerkezet. A legfeljebb 3×3 méteres alapterületű pecóra bogárhátú szalmafedésű tetőszerkezet kerül.
Maga a pecó szó feltételezhetően szlovák átvétel.